# Langenbach (Oberbay) (stacja kolejowa)
Langenbach (Oberbay) (niem: Bahnhof Langenbach (Oberbay)) – stacja kolejowa w Langenbach, w kraju związkowym Bawaria, w Niemczech. Leży na linii kolejowej Monachium – Ratyzbona. Stacja jest obsługiwana codziennie przez około 35 pociągów Deutsche Bahn AG. Stacja znajduje się w obszarze sieci transportu kolejowego Münchner Verkehrs- und Tarifverbund. Wykorzystywana jest do dziś linia do Elektrowni Zolling na dawniej Hallertauer Lokalbahn.
Według klasyfikacji Deutsche Bahn posiada kategorię 6.
Stacja została oddana do użytku w dniu 3 listopada 1858 roku wraz z linią kolejową Monachium-Landshut. Dzięki oddaniu Hallertau Lokalbahn do Enzelhausen w 1909, stacja została całkowicie przebudowany. Od 2009 do 2011 miała miejsce przebudowa stacji, w wyniku której perony zostały przesunięte o około 200 metrów..

## Położenie
Stacja Langenbach (Oberbay) znajduje się około 200 metrów na północ od centrum Langenbach. Budynek dworca położony jest przy Bahnhofstrasse i ma adres Bahnhofstrasse 5. Na południe od budynku stacji znajduje się Eichenstraße, która przecina tam linię kolejową. Na zachód od budynków kolejowych jest Dorfstraße. Na północ od stacji z linią krzyżuje się Inkofener Straße.

## Linie kolejowe
- Monachium – Ratyzbona
- Hallertauer Lokalbahn